# Kerrang!
Kerrang! és una revista musical setmanal britànica especialment dedicada al rock, rock alternatiu i al metal.

## Història
L'origen del nom és una onomatopeia basada en el soroll que fa un power chord en una guitarra elèctrica. La primera edició correspon a Geoff Barton, el 6 de juny de 1981 i va ser com un suplement de Sounds, revista britànica dedicada principalment a tractar la "nova onada del heavy metal britànic".
La revista ha anat escrivint al llarg de la seva existència sobre les tendències més importants del moment. Així, entre la dècada de 1980 i la dècada de 1990 els seus continguts es van ofegar de reportatges, entrevistes i anàlisi del thrash metal i glam metal que dominava gran part de la música. Grups com Mötley Crue, Slayer, Metallica, Megadeth, Poison o Testament eren habituals en les seves portades. Al començament dels 90 la revista es va centrar en el fenomen grunge que emergia de Seattle amb Nirvana i Pearl Jam com a principals grups.
A començaments de segle la revista va viure un dels seus moments més dolços en els que els reportatges se centraven al nu metal, que estava arrasant als Estats Units, i en bandes com Limp Bizkit, Linkin Park, Deftones o Korn. El seu principal rival en el Regne Unit, la revista NME es va veure superada per Kerrang !, però el fenomen nu metal va perdre força i el 2003 NME va tornar a prendre la davantera en les vendes.
Segons les dades de Audit Bureau of Circulations, Kerrang! ha tornat a posar davant deNME, venent 12.000 còpies més per setmana que el seu etern rival.

## Expansió a Austràlia
Actualment la revista té una edició expressa a Austràlia, creada a finals dels 90. També compta amb una ràdio pròpia, 'Kerrang! 105.2 ', i un canal de televisió', Kerrang! TV '. Seguint la mateixa tendència que a la revista, tant a la ràdio com a la televisió es pot escoltar i veure als grups més importants dins el panorama del rock alternatiu més mainstream i als grups clàssics del rock alternatiu i el  metall de sempre. Emap va llençar Kerrang! Australia a finals dels 90. A diferència de la publicació setmanal establerta al Regne Unit, la versió australiana es publicava mensualment. Això va ser degut a una dura competència de les publicacions locals de música gratuïtes, cosa que va comportar Kerrang! Australia a establir una publicació mensual de la revista. Kerrang! també és publicada en castellà.

## Els premis «Kerrang! Awards»
Cada any lliura els Kerrang! Awards, uns premis musicals anuals al Regne.